# パパとわたしと隕石と
『パパとわたしと隕石と』（パパとわたしといんせきと）は、おおうちえいこによる日本の漫画作品。

## 概要
『なかよしラブリー』（講談社）において、2004年から2005年にかけて掲載された。

## 収録内容
いずれも読み切りで、収録順に列記している。
- パパとわたしと隕石と（なかよしラブリー2004年秋号）
- ゼッタイオンナノコ（なかよしラブリー2004年夏号）
- 灼熱スノウ（なかよしラブリー2004年冬号）
- 初キスちょーだい!（なかよしラブリー2005年夏号）
- お父さんなんて大キライ（なかよしラブリー2005年秋号）

## 書誌情報
おおうちえいこ 『パパとわたしと隕石と』 講談社〈講談社コミックスなかよし〉、全1巻
- 2006年6月6日発行、ISBN 4-06-364112-0